# Pyramia
Pyramia là chi thực vật có hoa trong họ Mua.